# ZOO (banda)
ZOO (ズー), fue una banda de J-Pop formada en 1989.

## Biografía
La banda se formó en 1989 con 10 miembros."Careless Dance" fue su primer sencillo lanzado el 5 de mayo de 1990.
Su mayor éxito lo obtendrían poco tiempo después con el lanzamiento de su tema "CHO CHO TRAIN" en noviembre de 1991. Tema que sería versionado en 2003 por EXILE.

## Separación
A pesar de un éxito moderado la banda se disuelve en 1995.tras la separación del grupo, Hiroyuki Igarashi formó en 1996 una banda llamada "Lub Deluxe" activa únicamente un año Pues se disolvió en 1997. Para 1999 Formó nuevamente otra banda de nombre J-Soul Brothers, la cual en los años posteriores cambiaria su nombre a EXILE.

## Miembros
- Senteru Nojima (TACO)
- Sumihisa Okayama (MARK)
- Naoya Seya (NAOYA)
- Kenji Saitou (LUKE)
- Sakai Toshihiro (CAP)
- Hiroyuki Igarashi (HIRO)
- Satsuki Goki (SATSUKI)
- Saeko Ebisawa (SAEKO)
- Hisami Takemura (HISAMI)
- Mami Murao (MAMI)
- Yuuki Kitamura (YU-KI)

## Álbumes
- NATIVE (21 de julio de 1991)
- Present Pleasure (15 de diciembre de 1991)
- Gorgeous (13 de mayo de 1992)
- JUNGLE (16 de diciembre de 1992)
- Can I Dance? (19 de noviembre de 1993)
- ZOO PALAST (7 de diciembre de 1994)

## Álbum Remix
- REMIX (19 de agosto de 1995)

## Álbum en vivo
- ZOO THE FINAL ~LAST DANCE LIVE (21 de marzo de 1996)

## Mejores álbumes
- ZOO FOR SALE (21 de mayo de 1993)
- LAST DANCE (16 de diciembre de 1995)
- ZOO Pure Best (27 de septiembre de 2001)
- ZOO GOLDEN☆BEST Special Works (19 de marzo de 2003)

## Sencillos
- Careless Dance (21 de mayo de 1990)
- GIVEN (6 de febrero de 1991)
- Native (3 de julio de 1991)
- Choo Choo TRAIN (7 de noviembre de 1991)
- Gorgeous (29 de abril de 1992)
- YA-YA-YA (21 de octubre de 1992)
- SHY-SHY-SHINE (18 de junio de 1993)
- Ding Dong Express (21 de octubre de 1993)
- On Time (21 de abril de 1994)
- Angelic Dream (7 de noviembre de 1994)
- Adam (1 de abril de 1995)
- DANCE PARADISE HYPER EURO ZOO (22 de noviembre de 2000)
- Choo Choo TRAIN (10 de diciembre de 2003/relanzamiento)